# Нулевая толерантность
Нулева́я толера́нтность (англ. zero tolerance) — политика, которая предусматривает назначение максимально возможных по закону ограничений и санкций даже за незначительные правонарушения или проступки с целью устранения нежелательного поведения. Политика нулевой толерантности запрещает лицам правоохранительных органов осуществлять наказание по своему усмотрению или изменять его. Они обязаны установить заранее определённое наказание, независимо от индивидуальных особенностей правонарушений, смягчающих обстоятельств.
Политика нулевой толерантности используется в криминалистике и распространена в формальных и неформальных системах охраны правопорядка по всему миру.

## История термина
Идея политики нулевой толерантности отражена в акте о безопасности соседей (англ. Safe and Clean Neighborhoods Act), который был утверждён в Нью-Джерси в 1973 году. В рамках этой программы государство обеспечивало деньги на то, чтобы учредить пеший патруль с целью сократить преступность в ночное время суток. Идеи, лежавшие в политике 1973 года Нью-Джерси, были позже популяризированы в 1982 году, когда в американском журнале о культуре The Atlantic Monthly была опубликована статья Джеймса К. Уилсона и Джорджа Л. Келлинга о теории разбитых окон. Название этой теории происходит от следующей идеи: «Рассмотрим пример с несколькими разбитыми окнами в каком-нибудь здании. Если одно или два разбитых окна в доме не будут заменены, вскоре вандалы не оставят ни одного целого окна. Более того, они могут даже проникнуть в здание, и если оно окажется пустым или заброшенным, возможно, займут это помещение незаконно. Или представим тротуар. Мусор накапливается. Вскоре мусора скапливается больше. В конце концов люди начинают оставлять мешки с мусором и едой „навынос“».
Исторические примеры применения нулевой толерантности в политике показывают, что она не играла ведущую роль в сокращении преступлений. С другой стороны, большинство людей, которые живут в общинах, полиция которых следовала политике нулевой терпимости, считает, что на самом деле она играет ключевую, ведущую роль в снижении уровня преступности в своих общинах. Например, известно, что в Нью-Йорке снижение количества преступлений началось задолго до Рудольфа Джулиани, который занял пост мэра в 1994 году и стал активно распространять политику нулевой толерантности. В тот период снижение преступности было на одном уровне с другими крупными городами США, даже с другой политикой безопасности. Но подавляющее большинство жителей Нью-Йорка было уверено в успехах этой политики, в том, что она является ключом к улучшению криминогенной обстановки города. Это позволило республиканцем выиграть и сохранить пост мэра впервые за последние десятилетия.

## Области применения

### Нулевая толерантность на рабочем месте
Политику нулевой толерантности провели в армии, школах, на рабочих местах в разных странах с целью устранения противоправных действий. Активисты и небезразличные люди надеются, что такая политика будет обращать внимание руководства этих организаций на правонарушения, с целью предотвращения издевательств и притеснений. Другие поднимают вопрос об уместности использования политики нулевой толерантности, так как очевидны ошибки, которые были допущены при ведении политики нулевой терпимости. Нулевую толерантность можно рассматривать как своего рода безжалостное управление, так как зачастую такой способ наказания необъективен. Правоохранительные органы выносят предопределённое наказание, закрывая глаза на конкретный случай.

### Нулевая толерантность и наркотические средства
В Соединённых Штатах Америки нулевая терпимость в отношении наркотиков была первоначально разработана как часть избирательных кампаний Рональда Рейгана и Джорджа Г. У. Буша, чтобы ограничить ввоз наркотиков в США из-за границы. Данная стратегия предназначалась для потребителей наркотиков, а не для перевозчиков или поставщиков, предполагая, что суровые наказания за употребление наркотических средств приведут к сокращению спроса, что, в свою очередь, нанесёт удар по основной причине проблемы наркотиков — их импорт.
Политика нулевой толерантности уравнивает все запрещённые наркотики, а также любые формы их использования и употребления. Однако следует дифференцировать случайное одноразовое употребление наркотиков, наркотическую зависимость и распространение наркотиков, так как и наказания должны быть разной степени суровости. Противники политики нулевой толерантности считают, что средства, направленные на осуществление этой политики и борьбу со всеми потребителями наркотиков, стоило бы направить на адресное лечение наркотически зависимых людей. В качестве примера стоит отметить исследование, опубликованное в журнале Lancet под названием «Заболеваемость героином в Цюрихе, Швейцария: анализ регистра случаев лечения», которое показывают, что лечение конкретных наркоманов привело к формированию в сознании молодых людей образа героина как непривлекательного и губительно влияющего на жизнь и здоровье.

### Нулевая толерантность и вождение
Этот термин используется для водителей, которые управляют транспортным средством под воздействием алкоголя, ссылаясь на более низкий показатель содержания алкоголя в крови для водителей в возрасте до 21. В США допустимый предел во всех штатах сейчас 0,08 %, но для водителей в возрасте до 21 года допустимый уровень промилле в большинстве штатов составляет 0,01 % или 0,02 %.
В Бельгии, Финляндии, Франции, Германии и Швеции действуют законы о нулевой толерантности к наркотикам и вождению в нетрезвом виде.
В Японии также практикуют нулевую терпимость к вождению в нетрезвом виде. Люди, пойманные за рулём после употребления алкоголя, получают штраф до 10 000 долларов или до 5 лет тюрьмы. Зачастую таких людей немедленно увольняют с работы.

### Нулевая толерантность в школах
Политика нулевой толерантности также была принята в школах и других учебных заведениях по всему миру. Такая политика, как правило, пропагандируется в качестве профилактики наркомании, насилия и девиантного поведения в школах. В школах к общей политике нулевой терпимости относятся хранение и использование наркотиков и оружия. Студенты, иногда сотрудники, родители, которые имеют запрещённые вещества, предметы или совершают противоправные действия, получают порицание и наказание незамедлительно. Работникам учебных заведений запрещено использовать свои суждения, личные связи с целью уменьшения наказания или предоставления смягчающих обстоятельств.
Стоит отметить отсутствие достоверных доказательств того, что нулевая терпимость уменьшает насилие или употребление наркотиков среди студентов.

## Критика
Некоторые критики утверждают, что применяя политику нулевой толерантности, полиция нарушает Кодекс по обеспечению соблюдения законов поведения, принятых Международной ассоциацией начальников полиции, в котором говорится: «Основные обязанности сотрудника полиции включают в себя службу обществу, охрану жизни и имущества, защиту невиновных, поддержание мира и обеспечение прав всех людей на свободу, равенство и справедливость». Этот кодекс требует, чтобы полиция вела себя вежливым и справедливым образом, чтобы они относились ко всем гражданам с уважением и никогда не использовали чрезмерную силу.
Критики говорят, что при ведении политики нулевой толерантности полиция потерпит неудачу, так как её практика разрушает несколько важных условий для успешной полицейской деятельности, а именно: полиции сложно вести отчётность своей деятельности, быть открытой для общественности и сотрудничать с разными группами людей.
Противники нулевой толерантности считают, что такая политика пренебрегает индивидуальной основой каждого преступления и правонарушения, что может привести к неоправданно суровому наказанию за действия, которые могут быть наказаны более гуманно, например, штрафом. Это также может привести к увеличению жестоких преступлений, так как преступники будут знать, что наказание одинаково сурово для всех: как для мелких правонарушителей, так и опасных преступников.
Наконец, политика нулевой толерантности в школах, применяемая для борьбы с насилием, может, по мнению критиков, приводить к тому, что одинаково будут наказаны оба участника драки, вне зависимости от того, кто напал, а кто защищался.